# وین آلارد
آلن وین آلارد (به انگلیسی: Alan Wayne Allard) سناتور سابق عضو حزب جمهوری‌خواه ایالات متحده آمریکا بود. وی در سال ۱۹۹۷ تا ۲۰۰۹ میلادی سناتور ایالت کلرادو در سنای ایالات متحده آمریکا بود.